# Johann Wilhelm Furchheim
Johann Wilhelm Furchheim (Forchheim) (* um 1635; † 22. November 1682 in Dresden) war ein deutscher Violinist, Organist und Komponist.

## Leben
Johann Wilhelm Furchheim erhielt seine Ausbildung als Instrumentalknabe an der Dresdener Hofkapelle, die in dieser Zeit unter der Leitung von Heinrich Schütz stand. 1651 wurde er als Instrumentistenknabe bezeichnet, 1655 erhielt er eine Anstellung mit einem Jahresverdienst von 150 Gulden. Unter Johann Georg II. wurde Furchheim Oberinstrumentist sowie Organist. Ab 1676 unter Johann Georg III. war er mit der Leitung der Kirchen- und Tafelmusik betraut. 1680 wurde er Konzertmeister und ab 1681 bei einem Jahresgehalt von 450 Gulden zum Vize-Kapellmeister ernannt.
Furchheim war einer der bedeutenden Komponisten seiner Zeit, die Werke für Violine schufen, vergleichbar mit den Werken von Johann Jakob Walther oder Johann Paul von Westhoff. Er verfasste einige Sammlungen für Streicher und fünf drei- bis siebenstimmige Violinsonaten. Darunter die 1674 in Dresden herausgegebene Sonatensammlung Musicalische Tafel-Bedienung (1674). 1687 erschien seine verschollene, aus verschiedenen Sonaten bestehende, Sammlung Violinen-Exercitium, aus verschiedenen Sonaten, nebst ihren Arien, Balletten, Allemanden, Couranten, Sarabanden und Giquen. Des Weiteren sind mehrere Sonaten als Manuskript erhalten. Inventare der Hofkapelle aus der Zeit um 1700 bezeugen, dass Furchheim auch als Kirchenkomponist zahlreiche Werke hinterlassen hat, doch nur wenige Werke sind erhalten geblieben.